# سمانه نصری
سمانه نصری یک هنرپیشه سینما و تلویزیون اهل ایران است.

## زندگی‌نامه
سمانه نصری در تهران زاده شد وی دومین فرزند خانواده بود و دارای یک برادر و یک خواهر است. سمانه نصری متولد تهران و دیپلم خود را در رشته حسابداری گرفته و مقطع کاردانی را با رشته عکاسی و فیلمبرداری و مقطع کارشناسی را در رشته کارگردانی سینما به پایان رساند. سمانه نصری در کلاسهای مهتاب نصیرپور، محمد رحمانیان و رضا کشاورز نیز حضور یافته‌است.

### زندگی شخصی
او در سال ۱۳۸۳ با خداد جلالی ازدواج کرد و حاصل این ازدواج پسری به نام مانی است.

## فیلم‌شناسی
| نام فیلم            | کارگردان | سال  |
| ------------------- | -------- | ---- |
| سوگ سایه‌ها          |          | ۱۳۸۷ |
| شب بی ستاره         |          | ۱۳۸۸ |
| ماشین عروس          |          | ۱۳۹۰ |
| بچه‌ای با جوراب قرمز |          | ۱۳۹۴ |

## جوایز
- مورد تحسین منتقدین از جشنواره کالیفرنیا(۲۰۱۶)برای بازی در فیلم (بچه‌ای با جوراب قرمز)
- بهترین بازیگر نقش اول زن در جشنواره بین‌المللی لومیساد هلسینکی فنلاند برای بازی در فیلم «بچه‌ای با جوراب قرمز»[۱]
- بهترین بازیگر نقش اول زن در جشنواره بین‌المللی دهلی نو هند(۲۰۱۶)برای بازی در فیلم «بچه‌ای با جوراب قرمز»
- بهترین بازیگر نقش اول زن در جشنواره بین‌المللی گلدتری انگل هند (۲۰۱۷)
- بهترین بازیگر نقش اول زن در جشنواره سانتیاگو شیلی برای بازی در فیلم (بچه‌ای با جوراب قرمز)
- بهترین بازیگر نقش اول زن در جشنواره بین‌المللی مدیترانه ای کن فرانسه (۲۰۱۷)[۲]
- بهترین بازیگر نقش اول زن در جشنواره بین‌المللی حیدرآباد هند (۲۰۱۷)